# Ignacy Bąk (piłkarz ręczny)
Ignacy Bąk (ur. 11 sierpnia 1995 w Tychach) – polski piłkarz ręczny, prawy rozgrywający, od 2021 zawodnik Al Wakrah.

## Kariera sportowa
Wychowanek MOSiR-u Mysłowice, następnie uczeń i zawodnik SMS-u Gdańsk, w barwach którego występował w I lidze. W sezonie 2013/2014 doznał kontuzji, która wykluczyła go z gry na kilka miesięcy. W latach 2014–2016 był zawodnikiem Chrobrego Głogów, w barwach którego zadebiutował w sezonie 2014/2015 w Superlidze. W 2016 przeszedł do Gwardii Opole. W sezonie 2016/2017 rozegrał w Superlidze 31 meczów, w których zdobył 68 bramek. W 2017 podpisał dwuletni kontrakt z MMTS-em Kwidzyn. Rozegrał w nim sześć meczów i zdobył dziewięć bramek. W listopadzie 2017 przeszedł do Górnika Zabrze. W sezonie 2017/2018 rozegrał w jego barwach w Superlidze 19 spotkań, w których rzucił 52 gole. Wystąpił ponadto w pięciu meczach Pucharu Polski, zdobywając 28 bramek i zajmując 4. miejsce w klasyfikacji najlepszych strzelców tych rozgrywek.
W 2013 uczestniczył w otwartych mistrzostwach Europy U-19 w Szwecji. Grał także w reprezentacji młodzieżowej. Powoływany również do kadry B, w barwach której wystąpił m.in. w rozegranym w listopadzie 2016 turnieju towarzyskim w Płocku, podczas którego zdobył sześć bramek w trzech meczach.
W październiku 2013 po raz pierwszy został powołany przez trenera Michaela Bieglera na zgrupowanie reprezentacji Polski. Kolejne powołanie otrzymał na rozegrany 7 i 8 listopada 2015 turniej towarzyski w Gdańsku. Podczas jednego z treningów poprzedzających zawody doznał kontuzji barku, która nie pozwoliła mu zadebiutować w reprezentacji. W połowie grudnia 2016 został powołany przez trenera Tałanta Dujszebajew do szerokiej kadry na mistrzostwa świata we Francji (2017). W tym samym miesiącu uczestniczył w zgrupowaniu przygotowawczym do mistrzostw, jednak na turniej ostatecznie nie pojechał. W reprezentacji zadebiutował za kadencji trenera Piotra Przybeckiego – 8 czerwca 2017 wystąpił w meczu ze Szwecją (27:33). Pierwsze dwie bramki dla reprezentacji zdobył następnego dnia w spotkaniu z Islandią (21:24).

## Osiągnięcia
Indywidualne
- Gracz Miesiąca Superligi – listopad 2018[13]

## Statystyki
| Klub                            | Sezon     | Liga      | Liga | Liga | Liga | Puchar Polski | Puchar Polski | Puchar Polski | Razem | Razem | Razem |
| Klub                            | Sezon     | Liga      | M    | B    | Śr.  | M             | B             | Śr.           | M     | B     | Śr.   |
| ------------------------------- | --------- | --------- | ---- | ---- | ---- | ------------- | ------------- | ------------- | ----- | ----- | ----- |
| SMS Gdańsk                      | 2012/2013 | I liga    | 22   | 41   | 1,9  | –             | –             | –             | 22    | 41    | 1,9   |
| SMS Gdańsk                      | 2013/2014 | I liga    | 7    | 26   | 3,7  | –             | –             | –             | 7     | 26    | 3,7   |
| SMS Gdańsk                      | Razem     | Razem     | 29   | 67   | 2,3  | –             | –             | –             | 29    | 67    | 2,3   |
| Chrobry Głogów                  | 2014/2015 | Superliga | 12   | 13   | 1,1  | 1             | 0             | 0             | 13    | 13    | 1     |
| Chrobry Głogów                  | 2015/2016 | Superliga | 27   | 48   | 1,8  | 3             | 3             | 1             | 30    | 51    | 1,7   |
| Chrobry Głogów                  | Razem     | Razem     | 39   | 61   | 1,6  | 4             | 3             | 0,8           | 43    | 64    | 1,5   |
| Gwardia Opole                   | 2016/2017 | Superliga | 31   | 68   | 2,2  | 3             | 7             | 2,3           | 34    | 75    | 2,2   |
| MMTS Kwidzyn                    | 2017/2018 | Superliga | 6    | 9    | 1,5  | –             | –             | –             | 6     | 9     | 1,5   |
| Górnik Zabrze                   | 2017/2018 | Superliga | 19   | 52   | 2,7  | 5             | 28            | 5,6           | 24    | 80    | 3,3   |
| Stan na koniec sezonu 2017/2018 |           |           |      |      |      |               |               |               |       |       |       |